# Palais des sports Gilbert-Buttazzoni
Pour les articles homonymes, voir Palais des sports.
Le palais des sports Gilbert-Buttazzoni, abrégé localement en « le Palais des Sports », est un complexe omnisports situé à Mulhouse dans le Haut-Rhin.

## Histoire
Construit en 1958, le Palais des sports de Mulhouse est rénové et agrandi en 2000.
Équipement intercommunal depuis le 1er janvier 2010, il est géré par Mulhouse Alsace Agglomération. Il a une capacité d'accueil de 3 613 spectateurs et possède également une salle annexe de 250 places,. En 2019, on lui ajoute le nom d'un ancien élu, adjoint aux sports et dirigeant sportif : Gilbert Buttazzoni.

## Clubs résidents
Plusieurs clubs d’élites locaux utilisent régulièrement le Palais des sports pour leurs entraînements et leurs matchs : le Volley Mulhouse Alsace, le Mulhouse Basket Agglomération (anciennement le FC Mulhouse Basket), le Red Star Mulhouse Badminton,et le ACS judo.

## Évènements
- Finale à quatre de la Coupe de France féminine de volley-ball en 2019 et 2021.
- Supercoupe de France féminine de volley-ball en 2017 et 2022.